# شهریار صیامی
شهریار صیامی شال (زادهٔ مرداد ۱۳۵۱ در تهران)، مستندساز و خبرنگار ایرانی-بریتانیایی است. او حدود ۹ سال در ایران مشغول تدوین، کارگردانی و تهیه فیلم‌های مستند و برنامه‌های تلویزیونی بود. در سال ۱۳۸۷ با پیوستن به شبکهٔ تلویزیونی بی‌بی‌سی فارسی به لندن مهاجرت کرد. پس از آن در سال ۱۳۹۷ بعد از ده سال فعالیت در بی‌بی‌سی، به رادیو فردا در پراگ پیوست. بیشتر فیلم‌های مستند او در ایران دربارهٔ مسائل زیست‌محیطی شامل تالاب‌ها و تنوع گونه‌ها در ایران است. در تلویزیون بی‌بی‌سی فارسی هم گزارش‌هایش بیشتر دربارهٔ موضوعات محیط زیستی است. مجموعه مستند «تالاب‌های ایران» شناخته‌شده‌ترین کار او در ایران است و مستندهای «ناواضح»، «شجریان پژواک روزگار» و «شرقی غمگین» کارهای شناخته‌شده او بعد از مهاجرت هستند.

## تحصیلات
او در رشته‌های دانشگاهی بهداشت محیط، مترجمی زبان انگلیسی، سینما، با مدرک‌های فوق دیپلم، لیسانس و فوق لیسانس فارغ‌التحصیل شده‌است. در سال ۱۳۹۵ در رشتهٔ کارگردانی مستند در مقطع کارشناسی ارشد در مدرسه فیلم و تلویزیون بریتانیا فارغ‌التحصیل و فیلم مستند پایان‌نامه او به نام سرزمین موعود نامزد دریافت جایزه وان ورلد میدیا در سال ۲۰۱۷ شد. صیامی شاگرد مستندسازان بزرگی مثل ورنر هرتسوک، دیک فونتین، کیم لونجیناتو، آندره سینگر، هنری سینگر و آشر تلالیم بوده‌است.

## آغاز فعالیت سینمایی
فیلم‌سازی را از سال ۱۳۶۹ در انجمن سینمای جوانان ایران آغاز کرد. بخش عمده فعالیتش در انجمن سینمای جوانان زاهدان بوده و در جوانی، فیلم‌های کوتاه مستند و تجربی ساخته‌است.

## صدا و سیمای ایران

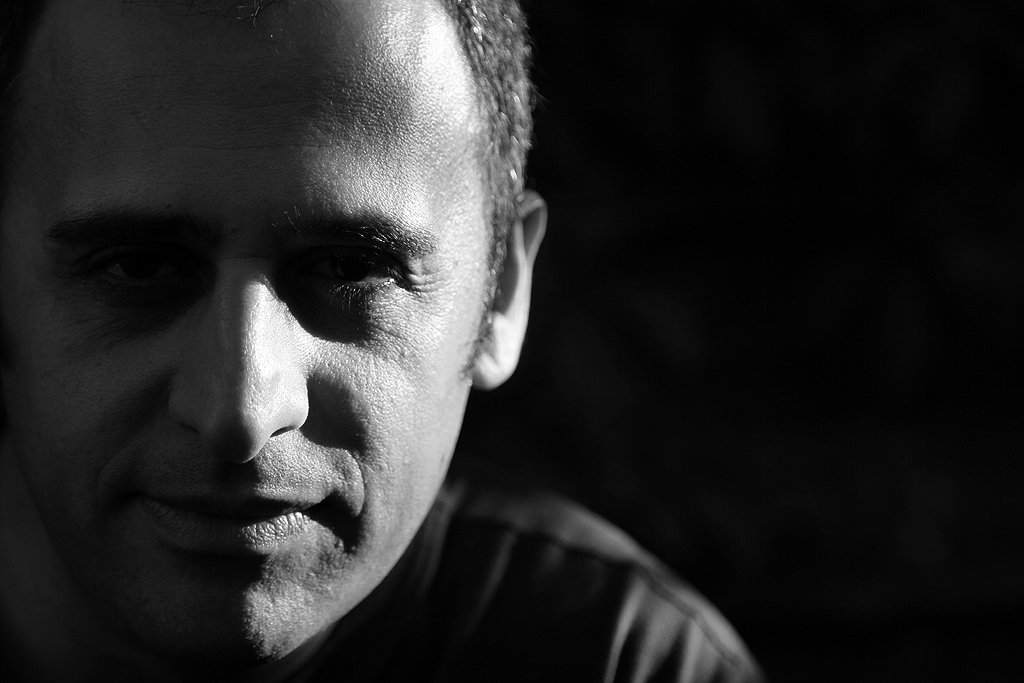
شهریار صیامی شال

کارهای او از شبکه‌های مختلف سازمان صدا و سیمای جمهوری اسلامی ایران پخش شده‌است. از سال ۱۳۷۹ به عنوان تدوین‌گر با تهیه‌کنندگان این سازمان همکاری کرد و پس از آن فعالیتش را به عنوان گزارشگر، کارگردان و تهیه‌کننده برنامه‌های تلویزیونی و مستند ادامه داد. از جمله برنامه تلویزیونی صفر و یک (شبکه یک)، طلوع ماه (شبکه یک)، گزارش اقتصادی روز (شبکه خبر)، گام نوین (شبکه چهار)، رویکردهای آموزش (شبکه آموزش) و فیلم مستند مهاجران سرزمین شمالی (شبکه سه). اولین فیلم مستند او، راز ابیا (۱۳۸۱) از شبکه سه پخش شد و از سال ۱۳۸۶ برای مرکز مستندسازی سیما (منحل شده) چندین فیلم مستند ساخت.
در مجموعه مستند «گام نوین» به سفارش این مرکز برای اولین بار دربارهٔ نانوتکنولوژی در ایران فیلم مستند ساخته شد اما مجموعه مستند هفت قسمتی «تالاب‌های ایران» بیش از همه مورد توجه قرار گرفت. مجموعه‌ای که سال ۱۳۸۵ ساخته شد و در آن درمورد خطرات از بین رفتن بعضی از تالاب‌های ایران و بحران آب هشدار داده شده‌است. یک سال پس از پخش این مجموعه تالاب بختگان در استان فارس به‌طور کامل و بخشی از دریاچه ارومیه خشک شد.
او علیرغم ۹ سال همکاری با صدا و سیما موفق به استخدام در این سازمان نشد.

## مهاجرت به بریتانیا
در سال ۱۳۸۷ با استخدام در تلویزیون بی‌بی‌سی فارسی به بریتانیا مهاجرت کرد و ده سال به عنوان تهیه‌کننده و گزارشگر در این شبکه فعالیت کرد. صیامی از مؤسسان برنامه تماشا در تلویزیون بی‌بی‌سی فارسی است. مستند ماندگار «شجریان، پژواک روزگار» را هم او کارگردانی و تهیه کرده‌است. بیشتر گزارش‌هایش در بی‌بی‌سی فارسی دربارهٔ محیط زیست است، از جمله گزارش تصویری «بحران شب‌پره در جنگل‌های شمال ایران» که هشداری است در مورد احتمال سمپاشی جنگل‌های شمال. این گزارش باعث شد صدای کارشناسان مخالف سمپاشی جنگل‌های هیرکانی شنیده شود تا بتوانند مانع این سمپاشی شوند. او در رسانه‌های خارج از کشور برای اولین بار، درباره امید، تنها درنای سیبری باقی مانده در ایران خبررسانی کرد. همچنین گزارش‌هایش دربارهٔ فرونشت زمین در روزهایی که تمرکز بر مسائل دیگری بود مورد توجه قرار گرفت. صیامی در بی‌بی‌سی چندین گزارش تحقیقی تأثیرگذار تهیه کرده‌است، از جمله اولین گزارش تصویری برای معرفی کرم اینترنتی استاکس‌نت که با واکنش گسترده مقامات سیاسی ایران روبرو شد. همچنین گزارش تحقیقی دربارهٔ استفاده جمهوری اسلامی از هواپیماهای آتش‌نشان برای انتقال نیرو و مهمات به سوریه در روزهایی که جنگل‌های ایران در آتش می‌سوختند.

## جوایز
فیلم‌های او در چندین جشنواره داخل و خارج از ایران به‌نمایش درآمده و جوایز و افتخاراتی را کسب کرده‌اند.

## فیلم‌شناسی
- مستند «پیش از سپیده‌دم» (۱۴۰۲) کارگردان، رادیو فردا؛ درباره اعدام ده زن بهایی در سال  ۱۳۶۱ در شیراز
- مستند «سال سی»، (۱۴۰۱)، کارگردان و تهیه‌کننده، رادیو فردا؛ دربارهٔ ترور سران حزب دموکراتیک کردستان ایران در رستوران میکونوس آلمان در سی‌امین سالگرد این ترور.
- مجموعه مستند «شرقی غمگین»، (۱۴۰۰)، کارگردان، تدوین‌گر و تهیه‌کننده، رادیو فردا؛ مجموعه مستند پژوهشی سه قسمتی دربارهٔ پرونده قتل فریدون فرخزاد، خواننده، شاعر و شومن ایرانی.
- مستند «۱:۲۰ بامداد به وقت بغداد» (۱۳۹۹)، کارگردان، تدوین گر، تهیه‌کننده، رادیو فردا؛ مستندی دربارهٔ کشتن قاسم سلیمانی و همراهان او در بغداد توسط آمریکا.
- مستند «ارتفاع هشت هزار پا» (۱۳۹۹)، کارگردان، تدوین گر، تهیه‌کننده، رادیو فردا؛ این مستند در سالگرد سرنگونی هواپیمای اوکراینی توسط سپاه پاسداران، ساخته شد و در آن با بعضی از خانواده کشته‌شدگان و مسئولان اوکراینی گفت‌وگو شده‌است.
- مستند «شاه ۵۷»، (۱۳۹۸)، کارگردان، رادیو فردا؛ مستندی با این پرسش که: آیا محمدرضا شاه پهلوی برای جلوگیری از انقلاب می‌توانست اعتراض‌ها را سرکوب کند، ولی از این کار خودداری کرد؟
- مستند «توقیف»، (۱۳۹۸)، تدوین گر، رادیو فردا؛ مستندی دربارهٔ فیلم‌های سینمایی توقیف شده بعد از انقلاب.
- مستندهای «سرزمین موعود» (نامزد جایزه وان ورد مدیا)، «چاگوسی‌ها»، «روزگار غریب» (حضور در جشنواره‌های سینه کامپوس پرتوریکو و سمیتا پاتیل هند)، «نگاهی به والاس»، مدرسه ملی فیلم و تلویزیون بریتانیا. او این فیلم‌های مستند را در دوران تحصیلش ساخته‌است.
- مستند «ناواضح» دربارهٔ زندگی افشین ناغونی، (۱۳۹۳)، کارگردان و تهیه‌کننده. این فیلم در ۱۶ جشنواره بین‌المللی شرکت داده شده و برنده جایزه بهترین مستند جشنواره نور لس آنجلس، بهترین مستند خارجی جشنواره فیلم رُما، جایزه پلاتینیوم آتلانتا داک فست، دیپلم افتخار جشنواره مستند سانفرانسیسکو شد.
- مستند «حریف ۵۵»، (۱۳۹۱)، کارگردان، بی‌بی سی جهانی؛ این فیلم داستان دو دختر تیم ملی کشتی سوئد است که مربی ایرانی آنها باید یکی از آن دو را برای المپیک لندن انتخاب کند.
- مستند «نغمه‌های یک سرزمین»، دربارهٔ شهرداد روحانی (۱۳۹۰)، کارگردان، بی‌بی سی فارسی؛ فیلم مستندی دربارهٔ شهرداد روحانی موسیقی‌دان ایرانی.
- مستند «حافظ‌خوانی در بریتانیا»، (۱۳۹۰)، کارگردان، بی‌بی‌سی فارسی؛ فیلمی دربارهٔ بریتانیایی‌هایی که با الهام از حافظ کار هنری خلق کردند.
- مستند «شجریان، پژواک روزگار»، (۱۳۸۹)، کارگردان و تهیه‌کننده، بی‌بی سی فارسی؛ گفت‌وگو و مستندی دربارهٔ محمدرضا شجریان، خواننده فقید موسیقی سنتی ایران.
- مستند «آن مرد موتور دارد»، (۱۳۸۷)، کارگردان، بی‌بی‌سی جهانی؛ فیلم مستندی دربارهٔ مسافرکشی با موتور در تهران.
- مجموعه مستند «تالاب‌های ایران»، (۱۳۸۶)، کارگردان و تهیه‌کننده، مرکز مستندسازی سیما (مرکز منحل‌شده)؛ مجموعه مستندی دربارهٔ تالاب‌های ایران که در فهرست تالاب‌های در خطر مونترو هستند شامل تالاب‌های بختگان (میراث زمین)، دریاچه ارومیه (گنج‌های پنهان)، تالاب انزلی (مرداب می‌میرد؟)، تالاب شادگان (آخرین نوای نی)، تالاب هامون (ردی پای زندگی)، تتالاب‌های آلاگل، آلماگل و آجی‌گل (گل‌های گلستان) بعلاوه تالاب زریوار مریوان، (سایه‌ای از بهشت).
- مجموعه مستند «رهایش»، (۱۳۸۵)، کارگردان، ستاد مبارزه با مواد مخدر؛ مستند دوازده قسمتی دربارهٔ مواد مخدر و اعتیاد در ایران.
- مستند «به بلندای کریت»، (۱۳۸۴)، کارگردان، جایزه ویژه بیست و دومین جشنواره بین‌المللی فیلم کوتاه تهران و بهترین کارگردانی جشنواره فیلم جلوه‌های آب؛ مستندی دربارهٔ سد کریت طبس، بلندترین سد جهان تا اوایل قرن بیستم.
- مستندهای «مهاجران سرزمین شمالی»(۱۳۸۳)، کارگردان و تهیه‌کننده، پخش شده در شبکه سه سیما؛ مستندی دربارهٔ درنای سیبری در ایران.
- مستند «مهمان ناخوانده»، (۱۳۸۳)، کارگردان، تدوین‌گر؛ مستندی تحقیقی-علمی دربارهٔ ژله‌ماهی مهاجم دریاچه خزر (مینیوپسس لیدی) و آثار آن بر اکوسیستم این دریاچه.
- مستند «بهشت پرندگان»، (۱۳۸۲)، کارگردان، تدوین‌گر و تهیه‌کننده، پخش شده در شبکه سه سیما؛ مستندی دربارهٔ پناهگاه حیات وحش میانکاله و اکوسیستم آن.
- مستند «راز ابیا»، (۱۳۸۱)، کارگردان و تدوین گر، پخش شده در شبکه سیما؛ مستندی دربارهٔ پرنده‌ای به نام ابیا در جنگل‌های تالش که مورد توجه شکارچیان ایتالیایی است.